# Andrés Estrada
Andrés Estrada Murillo (Cali, 1967. november 12. –), kolumbiai válogatott labdarúgó.
A kolumbiai válogatott tagjaként részt vett az 1997-es Copa Américán és az 1998-as világbajnokságon.

## Sikerei, díjai
Deportivo Cali
- Kolumbiai bajnok (1): 1996

Atlético Nacional
- Kolumbiai bajnok (1): 1999